# Henry Knudsen
Henry Knudsen (født 21. januar 1890 i København, død 13. december 1977) var en dansk skuespiller.

## Filmografi
- Klør Dame (1918) - Mac Allan alias Ferdnand Garcia
- Naar Hadet slukkes (1917) - Steiner, Levals ven
- Den farlige Leg (1917) - Medvirkende
- Taksameterkuskens Døtre (1917) - Skaarup, grosserer
- Karfunkeldronningen (1916) - André Cernay
- Marodør (1916) - Medvirkende
- Mysteriet Blackville (1916) - Winnifred / Houston Mac Donald
- Guldets Magt (1916) - Medvirkende
- Manden med Klumpfoden (1916) - Henry, Harrisons søn
- Doktor Lucas (1915) - Jack Walton, detektiv
- En Dæmon fra Skovene (1915) - José, en bandit, Santa Rosa, hypnotisør
- Det graa Slots Hemmelighed (1915) - John Borry
- Hjertet, der brast (1915) - Zisko, en zigeuner
- Skyldig - ikke skyldig (1915) - Doktor Gerard
- Skæbnens Dom (1915) - Baron Lagarde
- Kains Slægt (1915) - Sergius, samt Siegmund
- Præsidentens Fald (1915) - Lopez, medlem af regeringsrådet
- Krigens Ofre (1914) - Frants Gvary, en bonde
- Den moderne Messalina (1914) - Robert
- Under Vampyrens Kløer (1914) - Politipræfekten